# Odontosyllis magnanuchalata
Odontosyllis magnanuchalata är en ringmaskart som beskrevs av Hartmann-Schröder 1965. Odontosyllis magnanuchalata ingår i släktet Odontosyllis och familjen Syllidae. Inga underarter finns listade i Catalogue of Life.